# Hestfjörður
Der Hestfjörður ist ein Fjord in den Westfjorden Islands.
Der Fjord ist nur 1,5 Kilometer breit reicht aber 12 Kilometer weit in das Land und es gibt an seinen Ufern weder Ortschaften noch einzelne Höfe.
Eine 8 km lange und bis zu 2 km breite Halbinsel trennt ihn nach Westen vom Seyðisfjörður.
Auf dieser Landzunge erhebt sich der 536 m hohe Berg Hestur (isl. Pferd), der dem Fjord den Namen gab.
Eine Straße führt nicht auf diese Halbinsel. Im Ísafjarðardjúp vor dem Hestfjörður liegt die Insel Vigur.
Im Hestfjörður wurde im Jahr 1927 die erste Fabrik Islands zur Verarbeitung von Garnelen errichtet.
Der Djúpvegur  wurde als letztes im Hestfjörður verbunden.
Vorher reichte der Súðvíkurvegur aus Ísafjörður bis in den Seyðisfjörður.
Der Djúpvegur vom Osten endete im Skötufjörður.
Der Djúpvegur umrundet auf etwa 15 Kilometern den Fjord, dabei liegen Beginn und Ende kaum 1,5 km Luftlinie auseinander.
Es gibt Überlegungen die Straße auf einem wasserdurchlässigen Damm quer über den Fjord zu führen.
Der Fjord ist in dem Bereich kaum 15 m tief und es fließen keine großen Flüsse hinein.

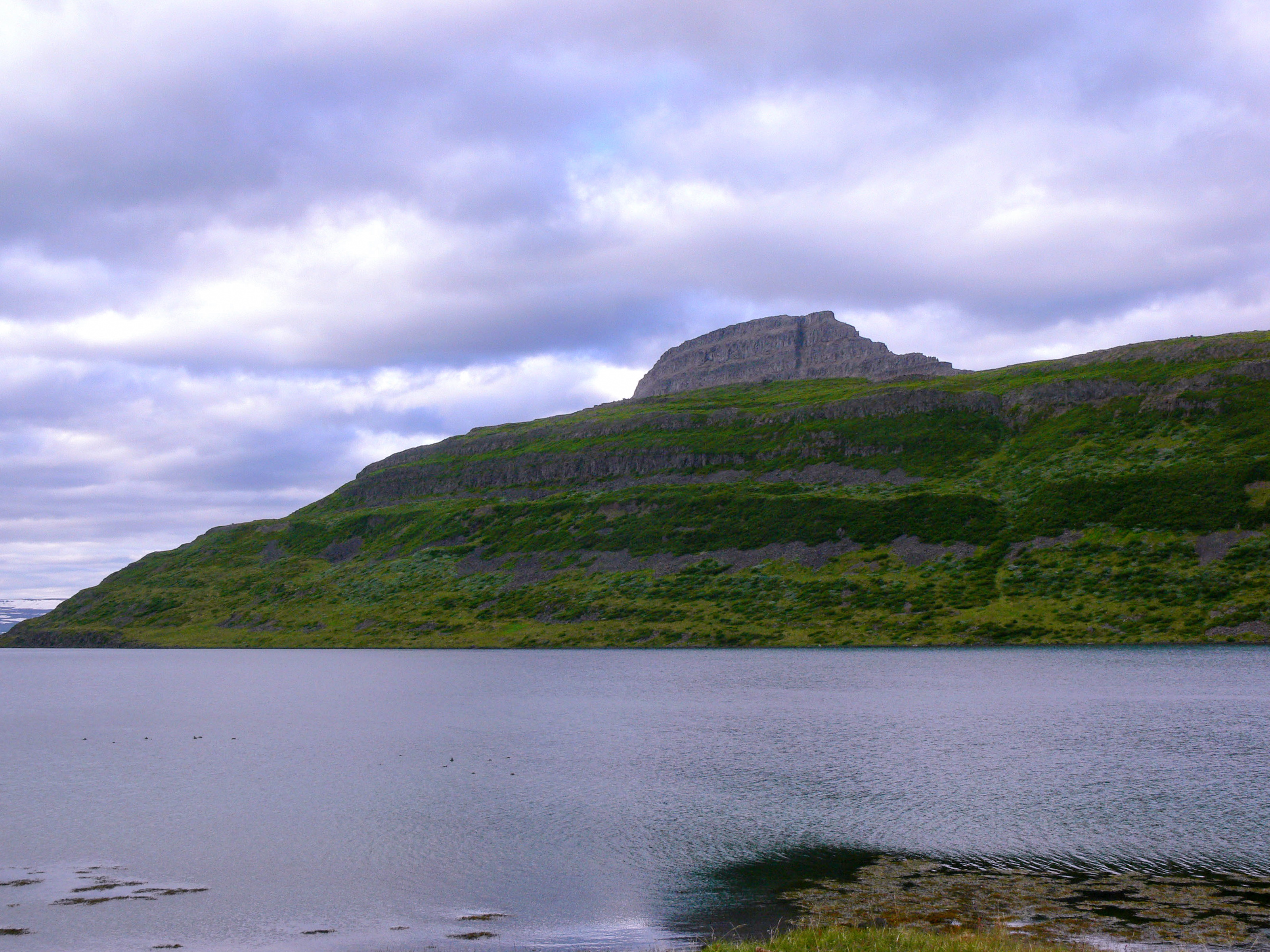
Hestfjorður in Richtung Ísafjarðardjúp. Im Hintergrund der Felsen Hestur.
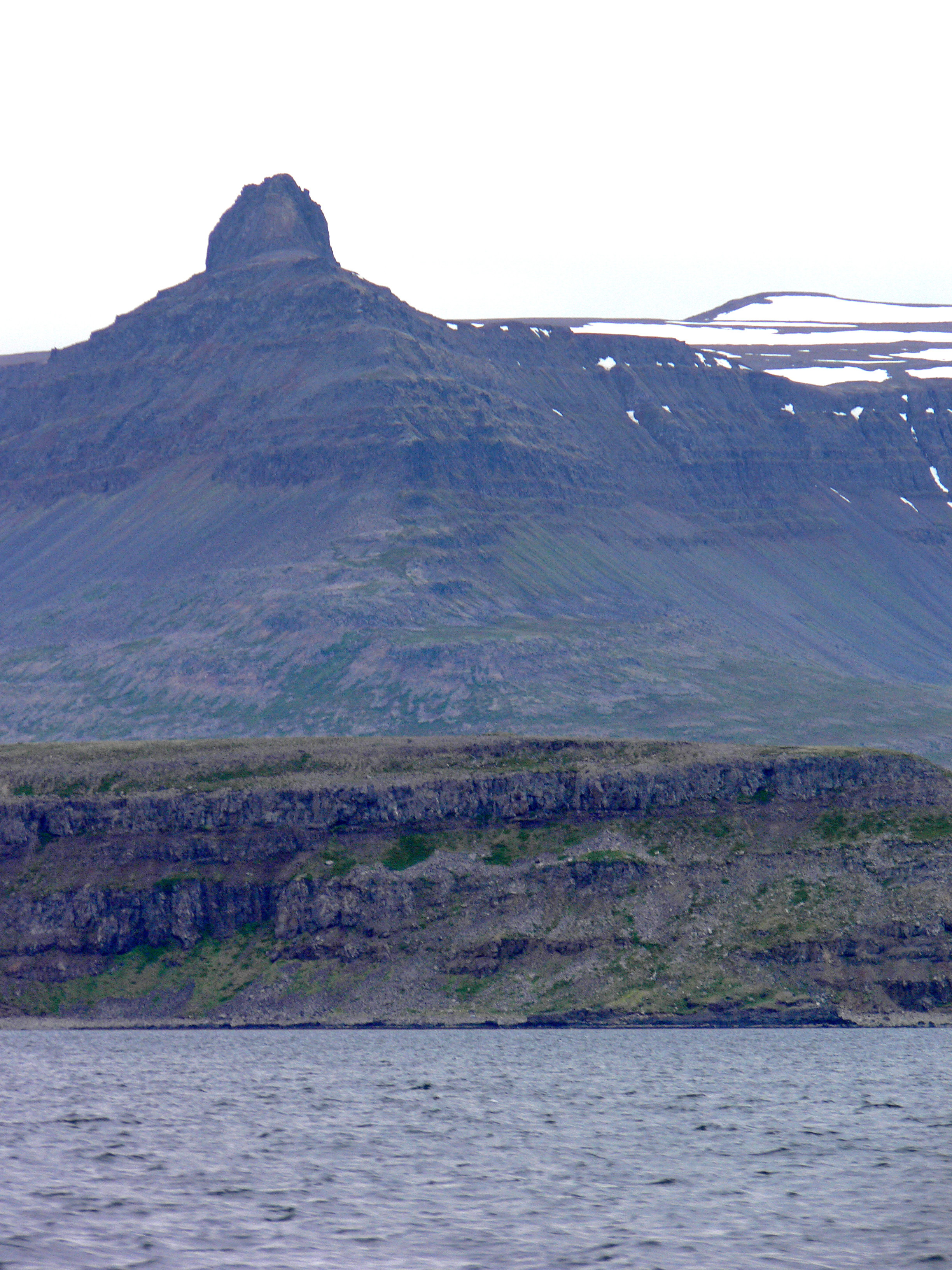
Der Felsen Hestur von vorn.